# Babylon Circus
Babylon Circus ist eine französische Ska-Reggae-Band aus Lyon, die 1995 gegründet wurde.

## Geschichte
Die 10-köpfige Gruppe um Babylon Circus musiziert seit 1995 im Stil von Manu Chao, Mano Negra und Tryo eine Mischung aus Ska, Reggae, Jazz, Punk, Klezmer und französischem Chanson. Liveauftritte fanden bislang auf ca. 600 Konzerten in Frankreich, Irland, Belgien, Deutschland, Dänemark, Libyen, Polen, Tschechien, der Slowakei, den Niederlanden, Slowenien, Kroatien, Österreich, Italien und der Schweiz statt. Babylon Circus erhalten Unterstützung von französischen Musikern wie Juliette Rocher (Stimme bei Sailor’s Wife und Chor bei De la musique et du bruit) oder Régis Maynard.
Das dritte Album Dances of Resistance wurde von Laurent Jaïs (Manu Chao, Amadou & Mariam, Les Wampas) produziert.

## Stil
Die Texte handeln von politischem Widerstand. Es werden Texte auf Englisch und Französisch gesungen, in welchen die Band sich pazifistisch äußert.
Die politischen Aussagen stellen einen roten Faden durch das Album dar. Die Lieder War Lord und L’huile sur le feu sind Beispiele hierfür.
In weiteren Liedern wie J’aurais bien voulu oder Sailor’s Wife wird über die Liebe gesungen. Eine Drehorgel kommt im Lied Interlude Barbare zum Einsatz, in Parade acoustique wird eine Klarinette gespielt.

## Diskografie

### Alben
| Jahr | Titel                | Höchstplatzierung, Gesamtwochen, AuszeichnungChartsChartplatzierungen (Jahr, Titel, Platzierungen, Wochen, Auszeichnungen, Anmerkungen) | Anmerkungen                             |
| Jahr | Titel                | FR | Anmerkungen                             |
| ---- | -------------------- | --- | --------------------------------------- |
| 2004 | Dances of Resistance | FR34 (29 Wo.)FR | Yelen Musiques, Skycap Rec, Rough Trade |
| 2009 | La belle étoile      | FR64 (9 Wo.)FR |                                         |
| 2013 | Never Stop           | FR134 (1 Wo.)FR |                                         |
| 2020 | State of Emergency   | FR160 (1 Wo.)FR |                                         |

Weitere Alben
- 1997: Musika
- 2001: Au marché des illusions

### Singles
- 1999: Tout va bien